# 安山運転免許試験場
安山運転免許試験場（アンサンうんてんめんきょしけんじょう）は京畿道安山市檀園区にある道路交通公団の運転免許試験場である。

## 施設概要
- 技能試験場1（第一種大型、第一種普通、第二種普通）
- 技能試験場2（第一種特殊（トレーラー）、第一種特殊（レッカー）、第二種小型、第二種原動機付自転車）

### 本館
- 1階：受付、障害者学科試験場
- 2階：総務係、電算室
- 3階：学科試験場

### 別館
- 1階：身体検査室
- 3階：交通安全教育場

## 学科試験
- PC式
- 手話ビデオ（重度の聴覚障害者対象）

## 技能試験が可能な運転免許の種類
各運転免許の詳細については運転免許の区分を参照
- 第一種大型免許
- 第一種特殊免許（トレーラー）
- 第一種特殊免許（レッカー）
- 第一種普通免許
- 第二種普通免許
- 第二種小型免許
- 第二種原動機付自転車免許

## 交通アクセス
- 首都圏電鉄4号線漢大前駅農水産物卸売市場方向出口から横断歩道を渡って101番バス乗車（所要時間30分）